# Naplovac Veli
Naplovac Veli je nenaseljeni hrvatski jadranski otočić. Nalazi se uz sjevernu obalu otoka Korčule, ispred istočnog dijela naselja Prigradica, oko 350 m od obale.
Površina otočića iznosi 4525 m². Dužina obalne crte iznosi 272 m, a iz mora se uzdiže 4 m.